# In the Navy
| Оценки критиков | Оценки критиков |
| Источник        | Оценка          |
| --------------- | --------------- |
| AllMusic        | Без рейтинга    |

«In the Navy» (с англ. — «На флоте») — диско-песня американской группы Village People. Послe успeха песни Y.M.C.A., ставшей нeгласным гимном для YMCA, ВМС
США, с цeлью набора новых рекрутов, запросил у продюсера группы Жака Морали сделать агитационный клип с песней для набора во флот.
Песня вышла как сингл к альбому группы в 1978 году. Входит в альбом Go West.
Песня достигла 3 места в чарте американского журнала «Билборд». Эта песня стала последней в истории группы, попавшей в первую десятку в США.

## Чарты
| Чарт (1979)                       | Наив. поз. |
| --------------------------------- | ---------- |
| Австрия                           | 5          |
| Канада (RPM Top Singles)          | 1          |
| Нидерланды                        | 1          |
| Ирландия                          | 2          |
| Новая Зеландия                    | 7          |
| Норвегия                          | 2          |
| Швейцария                         | 3          |
| Швейцария                         | 7          |
| Великобритания (UK Singles Chart) | 2          |
| США (Billboard Hot 100)           | 3          |
| США (Billboard Disco Singles)     | 14         |
| США (Billboard Hot Soul Singles)  | 30         |